# Міхал Мертиняк
Міхал Мертиняк (словац. Michal Mertiňák; нар. 11 жовтня 1979) — колишній словацький тенісист.
Найвищу одиночну позицію світового рейтингу — 129 місце досяг 11 липня 2005, парну — 12 місце — 8 лютого 2010 року.
Здобув 13 парних титулів.
Найвищим досягненням на турнірах Великого шолома були чвертьфінали в парному та змішаному парному розрядах.

## Досягнення
| W | Ф | ПФ | ЧФ | #Р | КТ | К# | DNQ | A | NH |

### Одиночний розряд
| Турніри Великого шлему                 |     |     |     |     |     |     |       |     |    |
| Відкритий чемпіонат Австралії з тенісу |     | К1р | К1р | К1р | К3р | К1р | 0 / 0 | 0–0 | –  |
| Відкритий чемпіонат Франції з тенісу   |     | К1р | К1р | К1р | К2р |     | 0 / 0 | 0–0 | –  |
| Вімблдонський турнір                   | 1р  | К3р | К2р | К1р | К1р |     | 0 / 1 | 0–1 | 0% |
| Відкритий чемпіонат США з тенісу       | К2р |     | К3р |     | К2р |     | 0 / 0 | 0–0 | –  |
| В-П                                    | 0–1 | 0–0 | 0–0 | 0–0 | 0–0 | 0–0 | 0 / 1 | 0–1 | 0% |
| Тур ATP Мастерс 1000                   |     |     |     |     |     |     |       |     |    |
| Відкритий чемпіонат Маямі з тенісу     |     |     |     | К2р |     |     | 0 / 0 | 0–0 | –  |
| В-П                                    | 0–0 | 0–0 | 0–0 | 0–0 | 0–0 | 0–0 | 0 / 0 | 0–0 | –  |

### Парний розряд
| Турніри Великого шлему                 |                   |                   |                   |                   |     |                   |                   |                   |                   |                   |        |       |     |
| Відкритий чемпіонат Австралії з тенісу |                   | 2р                | 2р                | 1р                | 2р  | 1р                | 2р                | 2р                | 1р                |                   | 0 / 8  | 5–8   | 38% |
| Відкритий чемпіонат Франції з тенісу   |                   | 3р                | 2р                | 3р                | 2р  | 3р                | 1р                | 1р                | 2р                | 1р                | 0 / 9  | 9–9   | 50% |
| Вімблдонський турнір                   | ЧФ                | 2р                | 1р                | 1р                | 2р  | 2р                |                   | 1р                | 2р                |                   | 0 / 8  | 7–8   | 47% |
| Відкритий чемпіонат США з тенісу       | 2р                | 1р                | 2р                | 3р                | 2р  | 1р                |                   | 3р                | 1р                |                   | 0 / 8  | 7–8   | 47% |
| В-П                                    | 4–2               | 4–4               | 3–4               | 4–4               | 4–4 | 3–4               | 1–2               | 3–4               | 2–4               | 0–1               | 0 / 33 | 28–33 | 46% |
| Чемпіонат завершення сезону            |                   |                   |                   |                   |     |                   |                   |                   |                   |                   |        |       |     |
| Фінал ATP                              | Не кваліфікувався | Не кваліфікувався | Не кваліфікувався | Не кваліфікувався | ПФ  | Не кваліфікувався | Не кваліфікувався | Не кваліфікувався | Не кваліфікувався | Не кваліфікувався | 0 / 1  | 2–2   | 50% |
| Тур ATP Мастерс 1000                   |                   |                   |                   |                   |     |                   |                   |                   |                   |                   |        |       |     |
| Indian Wells Open                      |                   |                   |                   |                   | 1р  | ЧФ                | ЧФ                |                   |                   |                   | 0 / 3  | 4–3   | 57% |
| Відкритий чемпіонат Маямі з тенісу     |                   | 1р                |                   |                   | ЧФ  | 2р                | 2р                |                   |                   |                   | 0 / 4  | 4–4   | 50% |
| Мастерс Монте-Карло                    |                   |                   |                   |                   |     | 1р                | 1р                |                   |                   |                   | 0 / 2  | 0–2   | 0%  |
| Мастерс Мадрид                         |                   |                   |                   |                   | ЧФ  | 2р                | 2р                |                   |                   |                   | 0 / 3  | 3–3   | 50% |
| Рим                                    |                   |                   |                   |                   |     | 2р                | 2р                |                   |                   |                   | 0 / 2  | 2–2   | 50% |
| Мастерс Канада                         |                   |                   |                   |                   |     | ПФ                |                   |                   |                   |                   | 0 / 1  | 3–1   | 75% |
| Мастерс Цинциннаті                     |                   |                   |                   |                   | 1р  | ЧФ                |                   |                   |                   |                   | 0 / 2  | 2–2   | –   |
| Мастерс Шанхай                         | Не проводили      | Не проводили      | Не проводили      | Не проводили      | ЧФ  | ЧФ                |                   |                   |                   |                   | 0 / 2  | 3–2   | 60% |
| Мастерс Париж                          |                   |                   |                   |                   | ПФ  | ПФ                |                   |                   |                   |                   | 0 / 2  | 4–2   | 67% |
| В-П                                    | 0–0               | 0–1               | 0–0               | 0–0               | 8–6 | 12–9              | 5–5               | 0–0               | 0–0               | 0–0               | 0 / 21 | 25–21 | 54% |

### Мікст
| Турніри Великого шлему                 |     |     |     |     |     |     |     |     |       |     |     |
| Відкритий чемпіонат Австралії з тенісу |     |     |     |     | 1р  |     |     |     | 0 / 1 | 0–1 | 0%  |
| Відкритий чемпіонат Франції з тенісу   |     |     |     |     | 2р  | ЧФ  |     |     | 0 / 2 | 3–2 | 60% |
| Вімблдонський турнір                   | 1р  |     |     | 2р  | 1р  |     |     | 1р  | 0 / 4 | 1–4 | 20% |
| Відкритий чемпіонат США з тенісу       |     |     |     | 1р  | 1р  |     |     |     | 0 / 2 | 0–2 | 0%  |
| В-П                                    | 0–1 | 0–0 | 0–0 | 1–2 | 1–4 | 2–1 | 0–0 | 0–1 | 0 / 9 | 4–9 | 31% |

## Фінали турнірів ATP за кар'єру

### Парний розряд: 23 (13–10)
| Легенда                         |
| ------------------------------- |
| Турніри Великого шлема (0–0)    |
| Фінали Світового туру ATP (0–0) |
| Серія Мастерс ATP (0–0)         |
| Серія турнірів ATP (3–0)        |
| Серія ATP Інтернешнл (10–10)    |

| Фінали за покриттям |
| ------------------- |
| Тверде (4–4)        |
| Ґрунт (8–6)         |
| Трава (0–0)         |
| Килим (1–0)         |

| Фінали за типом корту |
| --------------------- |
| Відкритий корт (9–6)  |
| Закритий корт (4–4)   |

| Результат | В-П   | Дата     | Турнір                                          | Рівень           | Покриття | Партнер            | Суперники                               | Рахунок                |
| --------- | ----- | -------- | ----------------------------------------------- | ---------------- | -------- | ------------------ | --------------------------------------- | ---------------------- |
| Перемога  | 1–0   | Січ 2006 | Maharashtra Open, Індія                         | Серія Інтернешнл | Тверде   | Петр Пала          | Пракаш Амрітрадж Роган Бопанна          | 6–2, 7–5               |
| Перемога  | 2–0   | Січ 2006 | Загреб, Хорватія                                | Серія Інтернешнл | Килим    | Ярослав Левинський | Давіде Сангінетті Андреас Сеппі         | 7–6(9–7), 6–1          |
| Перемога  | 3–0   | Лип 2007 | Відкритий чемпіонат Хорватії з тенісу, Хорватія | Серія Інтернешнл | Ґрунт    | Лукаш Длоуги       | Ярослав Левинський Давід Шкох           | 6–1, 6–1               |
| Перемога  | 4–0   | Вер 2007 | Бухарест, Румунія                               | Серія Інтернешнл | Ґрунт    | Олівер Марах       | Мартін Гарсія Себастьян Прієто          | 7–6(7–2), 7–6(10–8)    |
| Перемога  | 5–0   | Бер 2008 | Abierto Mexicano TELCEL, Мексика                | Серія Чемпіоншип | Ґрунт    | Олівер Марах       | Агустін Кальєрі Луїс Орна               | 6–2, 6–7(3–7), [10–7]  |
| Перемога  | 6–0   | Лип 2008 | Відкритий чемпіонат Хорватії з тенісу, Хорватія | Серія Інтернешнл | Ґрунт    | Петр Пала          | Фабіо Фоніні Карлос Берлок              | 2–6, 6–3, [10–5]       |
| Перемога  | 7–0   | Лют 2009 | Abierto Mexicano TELCEL, Мексика                | Серія 500        | Ґрунт    | Франтішек Чермак   | Лукаш Кубот Олівер Марах                | 4–6, 6–4, [10–7]       |
| Перемога  | 8–0   | Лип 2009 | Штутгарт, Німеччина                             | Серія 250        | Ґрунт    | Франтішек Чермак   | Віктор Генеску Горія Текеу              | 7–5, 6–4               |
| Перемога  | 9–0   | Сер 2009 | Відкритий чемпіонат Хорватії з тенісу, Хорватія | Серія 250        | Ґрунт    | Франтішек Чермак   | Юган Брунстрем Жан-Жульєн Роєр          | 6–4, 6–4               |
| Перемога  | 10–0  | Вер 2009 | Бухарест, Румунія                               | Серія 250        | Ґрунт    | Франтішек Чермак   | Юган Брунстрем Жан-Жульєн Роєр          | 6–2, 6–4               |
| Поразка   | 10–1  | Жов 2009 | Москва, Росія                                   | Серія 250        | Тверде   | Франтішек Чермак   | Пабло Куевас Марсель Гранольєрс         | 4–6, 7–5, [10–8]       |
| Перемога  | 11–1  | Лис 2009 | Валенсія, Іспанія                               | Серія 500        | Тверде   | Франтішек Чермак   | Марсель Гранольєрс Томмі Робредо        | 6–4, 6–3               |
| Поразка   | 11–2  | Січ 2010 | Qatar ExxonMobil Open, Катар                    | Серія 250        | Тверде   | Франтішек Чермак   | Гільєрмо Гарсія-Лопес Альберт Монтаньєс | 6–4, 7–5               |
| Поразка   | 11–3  | Сер 2010 | Відкритий чемпіонат Хорватії з тенісу, Хорватія | Серія 250        | Ґрунт    | Франтішек Чермак   | Леош Фридль Філіп Полашек               | 6–3, 7–6(9–7)          |
| Перемога  | 12–3  | Жов 2010 | Куала-Лумпур, Малайзія                          | Серія 250        | Тверде   | Франтішек Чермак   | Маріуш Фирстенберг Марцин Матковський   | 7–6(7–3), 7–6(7–5)     |
| Поразка   | 12–4  | Лют 2012 | Сан-Паулу, Бразилія                             | Серія 250        | Ґрунт    | Андре Са           | Ерік Буторак Бруно Соарес               | 6–3, 4–6, [8–10]       |
| Поразка   | 12–5  | Лют 2012 | Буенос-Айрес, Аргентина                         | Серія 250        | Ґрунт    | Андре Са           | Давід Марреро Фернандо Вердаско         | 4–6, 4–6               |
| Поразка   | 12–6  | Бер 2012 | Делрей-Біч, США                                 | Серія 250        | Тверде   | Андре Са           | Колін Флемінг Росс Гатчінс              | 6–2, 6–7(5–7), [13–15] |
| Поразка   | 12–7  | Лип 2012 | Штутгарт, Німеччина                             | Серія 250        | Ґрунт    | Андре Са           | Жеремі Шарді Лукаш Кубот                | 1–6, 3–6               |
| Перемога  | 13–7  | Жов 2012 | Москва, Росія                                   | Серія 250        | Тверде   | Франтішек Чермак   | Сімоне Болеллі Даніеле Браччалі         | 7–5, 6–3               |
| Поразка   | 13–8  | Лют 2013 | Сан-Паулу, Бразилія                             | Серія 250        | Ґрунт    | Франтішек Чермак   | Александер Пея Бруно Соарес             | 7–6(7–5), 2–6, [7–10]  |
| Поразка   | 13–9  | Лют 2014 | Загреб, Хорватія                                | Серія 250        | Тверде   | Філіпп Маркс       | Жан-Жульєн Роєр Горія Текеу             | 6–3, 4–6, [2–10]       |
| Поразка   | 13–10 | Лип 2014 | Гштад, Швейцарія                                | Серія 250        | Ґрунт    | Раміз Джунейд      | Андре Бегеманн Робін Гаасе              | 3–6, 4–6               |

## Фінали ATP Челленджер і ITF Ф'ючерс

### Одиночний розряд: 14 (6–8)
| Легенда              |
| -------------------- |
| ATP Челленджер (2–4) |
| ITF Ф'ючерс (4–4)    |

| Фінали за покриттям |
| ------------------- |
| Тверде (2–2)        |
| Ґрунт (4–5)         |
| Трава (0–1)         |
| Килим (0–0)         |

| Результат | В-П | Дата     | Турнір                                      | Рівень     | Покриття | Суперник                   | Рахунок              |
| --------- | --- | -------- | ------------------------------------------- | ---------- | -------- | -------------------------- | -------------------- |
| Поразка   | 0–1 | Лип 2000 | Єгипет F1, Каїр                             | Ф'ючерс    | Ґрунт    | Амр Гонейм                 | 5–7, 2–6             |
| Поразка   | 0–2 | Сер 2000 | Єгипет F2, Каїр                             | Ф'ючерс    | Ґрунт    | Хішам Хемеда               | 6–7(4–7), 6–3, 3–6   |
| Поразка   | 0–3 | Жов 2000 | Узбекистан F3, Ґулістан (місто, Узбекистан) | Ф'ючерс    | Тверде   | Олександр Швець (тенісист) | 7–6(12–10), 1–6, 4–6 |
| Перемога  | 1–3 | Чер 2001 | Угорщина F1, Шопрон                         | Ф'ючерс    | Ґрунт    | Андреас Фашинґ             | 6–3, 6–2             |
| Перемога  | 2–3 | Чер 2002 | Чехія F3, Карлові Вари                      | Ф'ючерс    | Ґрунт    | Радім Житко                | без гри              |
| Перемога  | 3–3 | Лют 2003 | Португалія F3, Ешпіню                       | Ф'ючерс    | Ґрунт    | Роберто Менендес Ферре     | 6–1, 6–1             |
| Поразка   | 3–4 | Бер 2003 | Португалія F6, Каркавелуш                   | Ф'ючерс    | Ґрунт    | Ніколас Альмагро           | 1–6, 0–6             |
| Перемога  | 4–4 | Тра 2003 | Угорщина F2, Годмезевашаргей                | Ф'ючерс    | Ґрунт    | Леонардо Аццаро            | 7–6(8–6), 7–6(7–1)   |
| Поразка   | 4–5 | Сер 2003 | Санкт-Петербург, Росія                      | Челленджер | Ґрунт    | Флоріан Маєр (тенісист)    | 6–4, 6–7(3–7), 1–6   |
| Поразка   | 4–6 | Сер 2003 | Саранськ, Росія                             | Челленджер | Ґрунт    | Мартін Штепанек            | 1–6, 1–6             |
| Поразка   | 4–7 | Лип 2004 | Манчестер, Велика Британія                  | Челленджер | Трава    | Алекс Богдановіч           | 1–6, 3–6             |
| Перемога  | 5–7 | Сер 2004 | Бухара, Узбекистан                          | Челленджер | Тверде   | Теймураз Габашвілі         | 3–6, 6–4, 6–3        |
| Поразка   | 5–8 | Бер 2005 | Сараєво, Боснія і Герцеговина               | Челленджер | Тверде   | Володимир Волчков          | 6–7(1–7), 3–6        |
| Перемога  | 6–8 | Лис 2006 | Братислава, Словаччина                      | Челленджер | Тверде   | Лукаш Длоуги               | 7–6(7–4), 6–4        |

### Парний розряд: 41 (19–22)
| Легенда                |
| ---------------------- |
| ATP Челленджер (12–12) |
| ITF Ф'ючерс (7–10)     |

| Фінали за покриттям |
| ------------------- |
| Тверде (9–9)        |
| Ґрунт (8–13)        |
| Трава (0–0)         |
| Килим (2–0)         |

| Результат | В-П   | Дата     | Турнір                         | Рівень     | Покриття | Партнер            | Суперники                                 | Рахунок                   |
| --------- | ----- | -------- | ------------------------------ | ---------- | -------- | ------------------ | ----------------------------------------- | ------------------------- |
| Перемога  | 1–0   | Лип 2000 | Єгипет F1, Каїр                | Ф'ючерс    | Ґрунт    | Томаш Янчі         | Амр Гонейм Карім Маамун                   | 6–3, 7–5                  |
| Поразка   | 1–1   | Сер 2000 | Єгипет F2, Каїр                | Ф'ючерс    | Ґрунт    | Томаш Янчі         | Амр Гонейм Карім Маамун                   | 6–3, 2–6, 3–6             |
| Перемога  | 2–1   | Лис 2000 | Індія F5, Чандігарх            | Ф'ючерс    | Тверде   | Томаш Янчі         | Браніслав Секач Віктор Брутанс            | 6–4, 6–1                  |
| Поразка   | 2–2   | Лют 2001 | Хорватія F1, Загреб            | Ф'ючерс    | Тверде   | Томаш Янчі         | Андрей Крачман Борут Урх                  | 6–4, 4–6, 2–6             |
| Поразка   | 2–3   | Тра 2001 | Словаччина F1, Левиці          | Ф'ючерс    | Ґрунт    | Томаш Янчі         | Петр Дезорт Радомир Вашек                 | без гри                   |
| Поразка   | 2–4   | Тра 2001 | Словаччина F3, Трнава          | Ф'ючерс    | Ґрунт    | Томаш Янчі         | Бартломей Домбровський Маріуш Фирстенберг | 4–6, 4–6                  |
| Поразка   | 2–5   | Чер 2001 | Угорщина F1, Шопрон            | Ф'ючерс    | Ґрунт    | Браніслав Секач    | Корнель Бардоцький Золтан Надь            | 6–7(3–7), 3–6             |
| Поразка   | 2–6   | Кві 2002 | Греція F1, Сірос               | Ф'ючерс    | Тверде   | Кароль Бек         | Тьєррі Асьйон Флоран Серра                | 6–3, 4–6, 2–6             |
| Перемога  | 3–6   | Кві 2002 | Греція F2, Каламата            | Ф'ючерс    | Тверде   | Кароль Бек         | Тапіо Нурмінен Марко Ткалець              | 6–1, 6–2                  |
| Поразка   | 3–7   | Тра 2002 | Польща F1, Вроцлав             | Ф'ючерс    | Ґрунт    | Томаш Янчі         | Лаурі Кійскі Теро Вілен                   | 0–6, 3–6                  |
| Поразка   | 3–8   | Чер 2002 | Словаччина F1A, Кошиці         | Ф'ючерс    | Ґрунт    | Франтішек Бабей    | Юрай Гашко Ігор Зеленай                   | 6–3, 4–6, 3–6             |
| Перемога  | 4–8   | Сер 2002 | Австрія F4, Зеефельд-ін-Тіроль | Ф'ючерс    | Ґрунт    | Давід Себок        | Їржі Фольбер Давід Мікета                 | 6–4, 6–3                  |
| Поразка   | 4–9   | Жов 2002 | Ямайка F17, Negril             | Ф'ючерс    | Тверде   | Дарко Мадяровський | Седрік Кауфманн Майлс Маклаган            | 3–6, 7–6(7–4), 6–7(2–7)   |
| Перемога  | 5–9   | Січ 2003 | Німеччина F1C, Мюнхен          | Ф'ючерс    | Килим    | Ігор Зеленай       | Даніель Ельснер Філіпп Пецшнер            | 4–6, 7–6(20–18), 7–6(7–5) |
| Поразка   | 5–10  | Лют 2003 | Португалія F1, Ешпіню          | Ф'ючерс    | Ґрунт    | Марко Мірнеґґ      | Крістофер Кас Майк Шайдвайлер             | 3–6, 2–6                  |
| Перемога  | 6–10  | Лют 2003 | Португалія F2, Ешпіню          | Ф'ючерс    | Ґрунт    | Марко Мірнеґґ      | Корнель Бардоцький Гергей Кішдєрдь        | 7–5, 4–6, 6–3             |
| Перемога  | 7–10  | Лют 2003 | Португалія F3, Ешпіню          | Ф'ючерс    | Ґрунт    | Марко Мірнеґґ      | Корнель Бардоцький Гергей Кішдєрдь        | 6–4, 6–4                  |
| Поразка   | 7–11  | Жов 2003 | Tumkur, Індія                  | Челленджер | Тверде   | Браніслав Секач    | Пракаш Амрітрадж Рік де Вуст              | 4–6, 3–6                  |
| Перемога  | 8–11  | Жов 2003 | Белгаум, Індія                 | Челленджер | Тверде   | Браніслав Секач    | Мустафа Гусе Вішал Уппал                  | 7–6(7–3), 7–6(7–2)        |
| Перемога  | 9–11  | Лют 2004 | Шербур, Франція                | Челленджер | Тверде   | Александер Васке   | Като Дзюн Еміліо Бенфеле Альварес         | 6–4, 7–6(7–1)             |
| Перемога  | 10–11 | Сер 2004 | Бухара, Узбекистан             | Челленджер | Тверде   | Павел Шнобел       | Паул Лоґтенс Мелле ван Ґемерден           | 6–4, 6–2                  |
| Перемога  | 11–11 | Січ 2005 | Гайльбронн, Німеччина          | Челленджер | Килим    | Себастьєн де Шонак | Жіль Ельсенеер Жіль Мюллер                | 6–2, 3–6, 6–3             |
| Поразка   | 11–12 | Лют 2005 | Безансон, Франція              | Челленджер | Тверде   | Жан-Клод Шеррер    | Джейсон Маршалл Гантлі Монтґомері         | 7–6(9–7), 2–6, 3–6        |
| Перемога  | 12–12 | Бер 2005 | Сараєво, Боснія і Герцеговина  | Челленджер | Тверде   | Сергій Стаховський | Лукаш Длоуги Ян Вацек                     | 6–7(8–10), 6–2, 6–2       |
| Поразка   | 12–13 | Бер 2005 | Сен-Бріє, Франція              | Челленджер | Ґрунт    | Ян Вацек           | Віктор Йоніце Габр'єл Морару              | 1–6, 4–6                  |
| Поразка   | 12–14 | Лис 2005 | Братислава, Словаччина         | Челленджер | Тверде   | Домінік Грбатий    | Жан-Клод Шеррер Кріс Гаггард              | 3–6, 6–2, 6–7(4–7)        |
| Перемога  | 13–14 | Тра 2006 | Дрезден, Німеччина             | Челленджер | Ґрунт    | Їв Аллегро         | Крістофер Кас Філіпп Пецшнер              | 6–3, 6–0                  |
| Перемога  | 14–14 | Тра 2006 | Загреб, Хорватія               | Челленджер | Ґрунт    | Їв Аллегро         | Жюльєн Жанп'єр Ніколя Ренаван             | 6–1, 6–2                  |
| Поразка   | 14–15 | Лют 2007 | Вроцлав, Польща                | Челленджер | Тверде   | Жан-Клод Шеррер    | Лукаш Росол Ян Вацек                      | 5–7, 6–7(4–7)             |
| Перемога  | 15–15 | Бер 2007 | Шербур, Франція                | Челленджер | Тверде   | Робін Вік          | Лукаш Кубот Дік Норман                    | 6–2, 6–4                  |
| Поразка   | 15–16 | Кві 2007 | Касабланка, Марокко            | Челленджер | Ґрунт    | Робін Вік          | Лукаш Кубот Олівер Марах                  | 3–6, 3–6                  |
| Поразка   | 15–17 | Кві 2007 | Марракеш, Марокко              | Челленджер | Ґрунт    | Леош Фридль        | Томаш Цибулець Джордан Керр               | 2–6, 4–6                  |
| Поразка   | 15–18 | Бер 2008 | Барлетта, Італія               | Челленджер | Ґрунт    | Олівер Марах       | Флавіо Чіполла Марсель Гранольєрс         | 3–6, 6–2, [9–11]          |
| Поразка   | 15–19 | Вер 2008 | Трнава, Словаччина             | Челленджер | Ґрунт    | Даніель Коллерер   | Ігор Зеленай Давід Шкох                   | 3–6, 1–6                  |
| Перемога  | 16–19 | Жов 2008 | Монс, Бельгія                  | Челленджер | Тверде   | Ловро Зовко        | Їв Аллегро Горія Текеу                    | 7–5, 6–3                  |
| Поразка   | 16–20 | Лис 2011 | Гельсінкі, Фінляндія           | Челленджер | Тверде   | Джеймс Серретані   | Мартін Еммріх Андреас Сільєстрем          | 4–6, 4–6                  |
| Поразка   | 16–21 | Бер 2012 | Сараєво, Боснія і Герцеговина  | Челленджер | Тверде   | Ігор Зеленай       | Дастін Браун Джонатан Маррей              | 6–7(2–7), 6–2, [9–11]     |
| Перемога  | 17–21 | Сер 2012 | Сан-Марино, Сан-Марино         | Челленджер | Ґрунт    | Лукаш Длоуги       | Стефано Янні Маттео Віола                 | 2–6, 7–6(7–3), [11–9]     |
| Перемога  | 18–21 | Сер 2012 | Корденонс, Італія              | Челленджер | Ґрунт    | Лукаш Длоуги       | Філіпп Маркс Флорін Мерджа                | 5–7, 7–5, [10–7]          |
| Перемога  | 19–21 | Лют 2014 | Бергамо, Італія                | Челленджер | Тверде   | Кароль Бек         | Костянтин Кравчук Денис Молчанов          | 4–6, 7–5, [10–6]          |
| Поразка   | 19–22 | Лип 2014 | Брауншвейг, Німеччина          | Челленджер | Ґрунт    | Раміз Джунейд      | Андреас Сільєстрем Ігор Зеленай           | 5–7, 4–6                  |